# Kazimiera Mosio
Kazimiera Alicja Mosio, z domu Mróz (ur. 24 lutego 1964 w Maliniu) – polska lekkoatletka, chodziarka, wielokrotna mistrzyni i rekordzistka Polski.

## Kariera
Zdobyła tytuły mistrzyni Polski w chodzie na 5000 metrów w 1985, 1988 i 1989 oraz w chodzie na 10 000 metrów w 1989. Była wicemistrzynią w chodzie na 5000 metrów w 1984 i 1992 i w chodzie na 10 kilometrów w 1984. Zdobyła brązowe medale na 5000 metrów w 1983, 1986 i 1991 oraz na 10 km w 1991 i 1994.
Była halową mistrzynią Polski w chodzie na 5000 metrów w 1985 i w chodzie na 3000 metrów w 1989, wicemistrzynią na 5000 metrów w 1983 i 1986 oraz brązową medalistką na 5000 metrów w 1984 i na 3000 metrów w 1992 i 1993.
Wystąpiła w Pucharze Świata w Chodzie w 1983 w Bergen w chodzie na 10 kilometrów, zajmując 35. miejsce (najlepsze z Polek). W Pucharze Świata w 1989 w L'Hospitalet de Llobregat zajęła 45. miejsce na tym dystansie.
Była rekordzistką Polski w chodzie na 5000 metrów (na bieżni) – 24:19,45 (15 lipca 1984, Warszawa), czterokrotnie w chodzie na 5 kilometrów (na szosie) do wyniku 22:30 (17 maja 1992, Mielec), a także w chodzie na 10 000 metrów (na bieżni) – 47:50,6 (28 kwietnia 1989, Fana) oraz w chodzie na 10 kilometrów (na szosie) – 49:23 (19 maja 1985, Mielec).
Rekordy życiowe Kazimiery Mosio:
- chód na 5000 metrów (bieżnia) – 22:28,44 (4 sierpnia 1991, Sopot)[4]
- chód na 5 kilometrów (szosa) – 22:30 (17 maja 1992, Mielec)[5]
- chód na 10 000 metrów (bieżnia) – 47:50,6 (28 kwietnia 1989, Fana)[6]
- chód na 10 kilometrów (szosa) – 46:08 (17 maja 1992, Mielec)[7][8]

Była zawodniczką klubu Tęcza Mielec.
Ukończyła w 1996 Zamiejscowy Wydział Wychowania Fizycznego w Białej Podlaskiej. Jest nauczycielem wychowania fizycznego w Zespole Szkół Technicznych w Mielcu oraz trenerem. Szkoliła m.in. chodziarki Agnieszkę Bątor i Paulinę Murdzę.